# Paradischloridium ychaffrei
Paradischloridium ychaffrei är en svampart som beskrevs av Bhat & B. Sutton 1985. Paradischloridium ychaffrei ingår i släktet Paradischloridium, divisionen sporsäcksvampar och riket svampar.   Inga underarter finns listade i Catalogue of Life.